# Asemanpuisto
Le parc de la gare (finnois : Asemanpuisto) ou place de la gare (finnois : Rautatientori) est un parc de Turku en Finlande,.

## Présentation
Le parc est situé devant la gare principale de Turku et sa superficie est de 6 400 m2.
Achevé en 1895, la superficie du parc est de 6 400 mètres carrés et, comme son nom l'indique, il est situé en face de la gare principale de Turku. 
Les rues entourant l'ilot urbain du parc sont Ratapihankatu, Humalistonkatu, Läntinen Pitkäkatu et Käsityöläiskatu.

## Histoire
La zone appelée autrefois terrain de Tivoli a été transformée lorsque Turku a été relié par  chemin de fer et quand le bâtiment de la gare a été achevé en 1876. 
La place devant la gare a été pavée en 1893.
La construction du parc a commencé en 1894 et s'est achevée l'année suivante. 
Les sentiers du parc étaient incurvés, mais ils ont été redressés lors de travaux de rénovation ultérieurs.
Le parc possède une statue d'Aino conçue par le sculpteur Matti Haupt et donnée à la ville de Turku en 1950, et un bassin d'eau près de la statue. 
La statue a été dévoilée en 1951.

## Protection
Avec la gare principale de Turku, le parc Asemanpuisto est classé par le Museovirasto parmi les sites culturels construits d'intérêt national.